# Зіссах
Зіссах (нім. Sissach) — громада  в Швейцарії в кантоні Базель-Ланд, округ Зіссах.

## Географія
Громада розташована на відстані близько 65 км на північний схід від Берна, 7 км на схід від Лісталя.
Зіссах має площу 8,9 км², з яких на 25,3% дозволяється будівництво (житлове та будівництво доріг), 27,9% використовуються в сільськогосподарських цілях, 46,5% зайнято лісами, 0,3% не є продуктивними (річки, льодовики або гори).

## Демографія
2019 року в громаді мешкало 6686 осіб (+7% порівняно з 2010 роком), іноземців було 16,9%. Густота населення становила 751 осіб/км².
За віковим діапазоном населення розподілялося таким чином: 19,9% — особи молодші 20 років, 60,5% — особи у віці 20—64 років, 19,6% — особи у віці 65 років та старші. Було 2988 помешкань (у середньому 2,2 особи в помешканні).
Із загальної кількості 4046 працюючих 100 було зайнятих в первинному секторі, 1383 — в обробній промисловості, 2563 — в галузі послуг.